# Поливода Олександр Михайлович
Олександр Поливода (нар. 31 березня 1987, Харків, Українська РСР) — український професійний трековий і велогонщик.

## Перемоги
| 2011 - Чемпіонат України — 3-е місце у груповій гонці 2012 - Чемпіонат України — 3-е місце у груповій гонці 2013 - Тур озера Цинхай — етап 5 | 2014 - Тур Словаччини — етап 2 і генеральна класифікація - Тур озера Цинхай — етап 1 2015 - Тур Мерсина — етап 1 і генеральна класифікація - П'ять кілець Москви — етап 3 і генеральна класифікація |

## Історія
У травні 2015 Олександр Поливода взяв участь у серії велогонок, які пройшли в Москві. У одноденної гонці «Меморіал Олега Дьяченка» він зайняв друге місце, поступившись перемогою своєму партнеру по команді Михайле Кононенку. У багатоденці «5 кілець Москви», яка закінчилася 9 травня в Москві, Поливода здобув перемогу в генеральній класифікації